# Memphis odilia
Memphis odilia är en fjärilsart som beskrevs av Stoll 1780 . Memphis odilia ingår i släktet Memphis och familjen praktfjärilar. Inga underarter finns listade i Catalogue of Life.